# Filippowo (obwód kirowski)
Filippowo (ros. Филиппово) – wieś (sieło) w Rosji, w obwodzie kirowskim, w rejonie kirowo-czepieckim. W 2010 liczyła 999 mieszkańców.